# Mark Heaney
Mark Heaney (Kensington, 14 agosto 1970) è un batterista e produttore discografico britannico, conosciuto principalmente come batterista dei Threshold.

## Biografia
L'interesse di Heaney per la batteria è iniziato all'età di 5 anni, quando suo padre gli ha comprato la sua prima batteria.
Heaney compone anche musica per l'uso in film e TV in tutto il mondo, avendo creato paesaggi sonori utilizzando campioni e suoni di tutti i generi musicali accoppiati con il suo drumming.
Ha collaborato con molte case di produzione musicale, tra cui EMI, Sony, Microsoft e Wrong Planet music.
Heaney ha inoltre pubblicato tre album come batterista solista.

## Discografia

### Solista
- 2009 - Drum Room
- 2011 - Content
- 2018 - Drumscapes

### Con i Threshold
- 1997 – Extinct Instinct
- 1998 – Clone